# Francesc d'Assís Picas Pons
Francesc d'Assís Picas Pons   (l'Ametlla de Merola, 2 d'octubre de 1921 - la Jonquera, 13 de juliol de 2018) va ser un escriptor i agent de duanes.

## Biografia
Nascut a l'Ametlla de Merola (Berguedà), es va traslladar a l'Alt Empordà quan es va casar amb Sara Genís Font i va establir una agència de transitaris a La Jonquera.
Era un aficionat a la literatura i al periodisme, cosa que el va portar a escriure diverses obres, com Els Pastorets que es representen a l'Ametlla de Merola i que porten el nom Els Pastorets de l'Ametlla o La Flor de Nadal. Aquesta obra va ser estrenada l'any 1954.
Al llarg de la seva vida va escriure diverses obres relacionades amb el món religiós, donat que tenia unes profundes idees religioses. Entre els títols destaquen Baldiró i Badoret, Història de la persecució religiosa a Catalunya (1936-1939) o L'heroica dona catalana durant la persecució religiosa a Catalunya (1936-1939), entre d'altres. Com a resultat d'aquesta activitat literària, l'any 1957 va guanyar el Premi Folch i Torres, entre altres guardons.
També va escriure diverses lletres per a sardanes així com poesies en la seva època adolescent, fet que el va portar a guanyar l'Englantina als Jocs Florals Infantils de Barcelona l'any 1935 amb Oda a la Bandera. Com articulista va col·laborar en diversos diaris i publicacions com l'Empordà, l'Hora Nova o Vida Cristiana.
Va morir a La Jonquera el 13 de juliol de 2018.